# 彼得·克拉莫夫斯基
彼得·克拉莫夫斯基（馬其頓語： Петар Чкламовски）

（1978 年 10 月 16 日出生）是一位马其顿裔澳大利亚足球经理，现任马来西亚国家足球队主教练。 在他的职业生涯中，他与安格·波斯特科格鲁密切合作，为澳大利亚足球的重大里程碑做出了贡献，包括2015 年亚足联亚洲杯的胜利——该国首个重要国际奖杯——以及2014 年国际足联世界杯和2017 年国际足联联合会杯的征程。
克拉莫夫斯基还于 2017 年执教澳大利亚 17 岁以下国家队，带领该队获得2018 年亚足联 U-16 锦标赛资格。 随后，他加入横滨水手队担任助理教练，帮助球队夺得2019年J1联赛冠军，这是该队自2004年以来的首个冠军。
2020年J1联赛，克拉莫夫斯基出任日本J1联赛清水心跳队主教练。 随后，他执教J2 联赛的山形山神队，并将球队的风格转变为进攻型、以胜利为重点的风格，并因此受到赞誉。 在他的带领下，俱乐部取得了历史上最高的胜率和场均积分，同时避免了降级，并在 2022 年接近升级。 

## 荣誉

### 教练
澳大利亚
- 亚足联亚洲杯冠军：2015（助教）

橫濱水手
- J1联赛冠军：2019（助教）